# Złota gęś
Złota gęś (Die goldene Gans) – baśń opublikowana przez  braci Grimm w 1812 roku w ich zbiorze Baśni (tom 1, nr 64) 

## Treść
Źródło: 
Pewien mężczyzna miał trzech synów. Najmłodszy z nich był uważany za głupiego i przezywany Głuptasek. Był pośmiewiskiem całej rodziny. Pewnego dnia starszy brat udał się do lasu po drwa. Po drodze spotkał siwego karzełka, który poprosił go by podzielił się swoim zapasami. Jednak starszy odmówił i jakiś czas później ciężko się zranił podczas rąbania drwa. Drugiego brata, który udał się do lasu po nim, spotkało to samo. Wówczas Głuptasek oświadczył, że sam pójdzie. 
Zabrał nieco zapasów z domu i wyruszył do lasu. Po drodze spotkał siwego karzełka, który poprosił go o jedzenie. Głuptasek ofiarował mu połowę swojego marnego ciastka i połowę kwaśnego piwa. Kiedy zaczęli wspólnie się posilać, niezbyt smaczne ciasto zmieniło się w smakowite ciastko, a piwo stało się wyśmienitym winem. Karzełek oświadczył Głuptaskowi, że za jego dobre serce da mu radę, która przyniesie mu szczęście. Wskazał mu stare drzewo, kazał mu je ściąć i zabrać to co znajdzie pod jego korzeniami. Potem pożegnał Głuptaska i zniknął.
Głuptasek zabrał się do pracy. Gdy drzewo padło, w korzeniach zobaczył żywą gęś, której pióra były ze złota. Zabrał ptaka i wyruszył do domu. Po drodze wstąpił do karczmy. Córki karczmarza, zaciekawione pięknym ptakiem zaczęły mu się przyglądać. Chciały wyrwać dla siebie po jednym złotym piórku, ale kiedy je dotknęły przykleiły się do gęsi. Spędziły tak całą noc. Rano Głuptasek zabrał ptaka i udał się dalej, nie zwracając uwagi na przyklejone do niego dziewczęta, które musiały iść wraz z nim. Spotkał ich po drodze pleban, który zaintrygowany tym korowodem, podszedł bliżej, dotknął jednej z dziewcząt i sam się przykleił. Potem dołączył do niego kościelny, który niechcący dotknął plebana. Potem spotkani po drodze rolnicy, których pleban prosił o pomoc. Rolnicy usiłowali jej udzielić i sami się przykleili do niego. 
Cała siódemka dotarła do miasta, gdzie mieszkał król, którego piękna córka nigdy się nie uśmiechała. Król obiecał dawno temu, że kto zdoła rozśmieszyć królewnę będzie mógł ją także poślubić, ale choć wielu próbowało, nikomu nie udało się tego dokonać. Kiedy królewna ujrzała Głuptaska i jego trupę, wybuchnęła śmiechem. 
Wówczas Głuptasek podszedł do króla i poprosił o zgodę na poślubienie królewny zgodnie z jego obietnicą. Król, który nie chciał oddawać córki byle komu, zaczął szukać pretekstu by nie doszło do ślubu. Najpierw zażądał, by Głuptasek odnalazł człowieka, który zdoła wypić całe wino z jego piwnicy. Potem, by znalazł człowieka, który zdoła zjeść całą górę chleba. Obu tych zadań dokonał znajomy Głuptaska - karzeł, który jak się okazało cierpiał na wielki głód i pragnienie.
Wówczas król kazał Głuptaskowi zbudować statek pływający po wodzie i lądzie. Głuptasek znów udał się do karła, który oświadczył, że w zamian za tyle napoju i jadła, jakim go Głuptasek obdarował, podaruje mu taki statek. Głuptasek przybył w tym statku pod królewski zamek, a król nie mając wyjścia oddał mu córkę za żonę. Po śmierci króla, Głuptasek odziedziczył po nim królestwo.

## Adaptacje filmowe
- Baśnie braci Grimm (Złota gęś - odcinek 6, seria I) – japoński serial animowany z 1987 roku
- Skarbczyk najpiękniejszych bajek (Złota Gęś - odcinek 12) – japoński serial animowany z 1995 roku
- Złota gęś – niemiecki film z 2013 roku